# Categoría Primera A 1960
Die Categoría Primera A 1960 war die dreizehnte Austragung der kolumbianischen Fußballmeisterschaft. Die Meisterschaft konnte zum dritten Mal Santa Fe vor América de Cali gewinnen. Torschützenkönig wurde der Argentinier Walter Marcolini von Deportivo Cali mit 30 Toren.
Zum ersten Mal in der Geschichte des kolumbianischen Fußballs nahmen die gleichen zwölf Mannschaften wie im Vorjahr teil.
Der Meister qualifizierte sich für die Copa Campeones de América 1961.
Alle Mannschaften spielten viermal gegeneinander.

## Teilnehmer
Die folgenden Vereine nahmen an der Spielzeit 1960 teil.
| Mannschaft                                          | Stadt       | Departamento       |
| --------------------------------------------------- | ----------- | ------------------ |
| América de Cali                                     | Cali        | Valle del Cauca    |
| Atlético Nacional                                   | Medellín    | Antioquia          |
| Atlético Bucaramanga                                | Bucaramanga | Santander          |
| Deportivo Cali                                      | Cali        | Valle del Cauca    |
| Cúcuta Deportivo                                    | Cúcuta      | Norte de Santander |
| Independiente Santa Fe                              | Bogotá      | Bogotá             |
| Unión Magdalena                                     | Santa Marta | Magdalena          |
| Independiente Medellín                              | Medellín    | Antioquia          |
| Millonarios                                         | Bogotá      | Bogotá             |
| Deportivo Pereira                                   | Pereira     | Caldas 1           |
| Deportes Quindío                                    | Armenia     | Caldas 1           |
| Deportes Tolima                                     | Ibagué      | Tolima             |
| 1 Quindío und Risaralda wurden erst 1966 gegründet. |             |                    |

## Tabelle
| Pl. | Verein                 | Sp. | S  | U  | N  | Tore    | Diff. | Punkte |
| --- | ---------------------- | --- | -- | -- | -- | ------- | ----- | ------ |
| 1.  | Santa Fe               | 44  | 22 | 17 | 5  | 095:640 | +31   | 61:27  |
| 2.  | América de Cali        | 44  | 21 | 13 | 10 | 062:420 | +20   | 55:33  |
| 3.  | Atlético Bucaramanga   | 44  | 20 | 14 | 10 | 074:530 | +21   | 54:34  |
| 4.  | Deportivo Cali         | 44  | 20 | 9  | 15 | 076:710 | +5    | 49:39  |
| 5.  | Independiente Medellín | 44  | 18 | 12 | 14 | 064:510 | +13   | 48:40  |
| 6.  | Millonarios (M)        | 44  | 16 | 13 | 15 | 069:570 | +12   | 45:43  |
| 7.  | Deportes Tolima        | 44  | 16 | 13 | 15 | 082:850 | −3    | 45:43  |
| 8.  | Deportes Quindío       | 44  | 15 | 15 | 14 | 065:700 | −5    | 45:43  |
| 9.  | Atlético Nacional      | 44  | 15 | 7  | 22 | 066:720 | −6    | 37:51  |
| 10. | Unión Magdalena        | 44  | 9  | 12 | 23 | 056:840 | −28   | 30:58  |
| 11. | Cúcuta Deportivo       | 44  | 11 | 8  | 25 | 049:830 | −34   | 30:58  |
| 12. | Deportivo Pereira      | 44  | 8  | 13 | 23 | 057:830 | −26   | 29:59  |

| (M) | Meister 1959: Millonarios |

## Torschützenliste
Bei gleicher Anzahl von Treffern sind die Spieler alphabetisch geordnet.
| Pl. | Spieler           | Mannschaft     | Tore |
| --- | ----------------- | -------------- | ---- |
| 1.  | Walter Marcolini  | Deportivo Cali | 30   |
| 2.  | Américo Castromán | Deportivo Cali | 25   |
| 2.  | Oswaldo Panzutto  | Santa Fe       | 25   |